# Oskar Lafontaine
Oskar Lafontaine (født 16. september 1943 i Saarlouis) er en tysk politiker. Han var formand for det tyske socialdemokrati, SPD 1995-1999. Lafontaine er fra 2014 medlem af BSW, og har tidligere tilhørt Die Linke, WASG, PDS og SPD).

## Liv og karriere
Han fik studentereksamen i 1962 og studerede fysik i Bonn og Saarbrücken fra 1962-1969. Lafontaine blev medlem af socialdemokratiet i 1966. Han var formand for socialdemokratiet i delstaten Saarland fra 1977 til 1996. Fra 1995 til 1999 var han formand for SPD. Han blev borgmester i Saarbrücken i 1974 og overborgmester i 1976, hvorefter han blev ministerpræsident i Saarland fra 1985 til 1998.
Op gennem 1990'erne var Oskar Lafontaine part i en langvarig magtkamp om ledelsen i det tyske socialdemokrati. Han repræsenterede her partiets venstrefløj overfor højrefløjens Gerhard Schröder og kompromiskandidaten Rudolf Scharping.
Oskar Lafontaine stillede op som kanslerkandidat ved valget i 1990; men led et alvorligt nederlag til Helmut Kohl, der på det tidspunkt fremstod som manden, der havde æren for den tyske genforening. Ved det næste valg til forbundsdagen i 1994 var Rudolf Scharping kanslerkandidat; men da han også tabte valget til Helmut Kohl lykkedes det efterfølgende Oskar Lafontaine at sikre sig posten som partiformand. Det skete i en kampafstemning mod Rudolf Scharping på en kongres i Mannheim i 1995.
Ved valget i 1998 lykkedes det endelig for socialdemokraterne at slå Helmut Kohl. Omkostningerne ved genforeningen var begyndt at vise sig, og socialdemokraterne stillede nu op under den mere midtsøgende Gerhard Schröder, der herefter blev forbundskansler.
Schröder placerede sine to rivaler i partiet, Scharping og Lafontaine, på posterne som hhv. forsvars- og finansminister. Dermed fik de ansvaret for en række relativt upopulære reformer. Scharping måtte som den første tyske forsvarsminister efter 2. verdenskrig sende tyske tropper i krig. Lafontaine skulle omsætte Schröders økonomiske politik med nedskæringer på det sociale område.
Resultatet blev et åbent brud mellem Schröder og Lafontaine året efter. Oskar Lafontaine nedlagde sine poster som minister og partiformand i protest mod regeringens politik.
I de følgende år var han en skarp kritiker af regeringen, men han forblev medlem af socialdemokratiet, dog uden større politisk indflydelse. Han forlod socialdemokratiet i 2005 og blev medlem af det nye parti WASG. Han kandiderede som spidskandidat for Die Linkspartei til forbundsdagsvalget den 18. september 2005, hvor partiet fik 8,7 % af stemmerne.[kilde mangler] WASG fusionerede med Die Linke.PDS i 2007 til Die Linke, og Lafontaine blev en af første to medledere. Han udmeldte sig af Die Linke i marts 2022 og blev løsgænger. I januar 2024 bekræftede Lafontaine, at han havde tilsluttet sig sin kones nye parti, Bündnis Sahra Wagenknecht – Vernunft und Gerechtigkeit (BSW). Han havde tidligere ført kampagne for donationer til BSW på de sociale medier.
Oskar Lafontaine er gift med politikeren Sahra Wagenknecht. Han har tidligere været gift med Christa Müller og har to børn med Müller.